# Peniocereus rosei
A Peniocereus rosei egy kultúrában gyakran tartott bokorkaktusz, érdekes megjelenésű növény, a földben nagyméretű gumót fejleszt, melyet a növény ültetéskor történő megemelésével szoktak láthatóvá tenni, ezáltal esztétikai értékét fokozni. A természetben a gumósan megvastagodott gyökerek mélyen a föld felszíne alatt fejlődnek.

## Jellemzői
Felegyenesedő vagy kapaszkodó hajtású növény, 1,8 m magasra nőhet, gyökere húsos, megnagyobbodott raktározó gumó, 100 mm átmérőjű lehet. Zöld hajtásai 800 mm hosszúak, 10–15 mm átmérőjűek, a fiatal hajtások 4-5 bordára tagolódnak. A kifejlett areolákon 8-9 tövis van. Fehér virágai éjjel nyílnak, a pericarpium és a tölcsér zöldes színű, vöröses árnyalattal. A virágok 100 mm átmérőjűek, a pericarpium tövises, a tölcséren apró pikkelyek fejlődnek. A virágok 50 mm hosszúak. Termése tojásdad alakú, vörös, 30 mm hosszú és 25 mm átmérőjű, vörös pulpájú bogyók, a magok barnák. A Pseudoacanthocereus alnemzetség tagja.

## Elterjedése
Mexikó: Jalisco és Sinaloa államok területe.